# フェスティ・エボセレ
フェスティ・オセイェ・エボセレ (Festy Oseiwe Ebosele、2002年8月2日 - ) は、アイルランドのウェックスフォード州エニスコーシー出身のプロサッカー選手。
アイルランド代表。セリエAウディネーゼ・カルチョ所属。ポジションは右サイドバック、ウイング。

## 経歴

### クラブ
2010年に地元クラブのモインレンジャーズでサッカーを始めた後、2016年にブレイ・ワンダラーズFCのユースアカデミーに入所。
2年後の2018年、ダービー・カウンティと契約した。2021年1月9日にチョーリー戦でプロデビュー。2021年11月6日、ミルウォール戦でプロ初ゴールを決めた。
2022年1月、ダービーのライバルであるノッティンガム・フォレストが、エボセレの獲得を検討したが、彼が移籍を拒否したと言われている。
2022年3月21日、ウディネーゼ・カルチョに5年契約で移籍することが発表された。

### 代表
アイルランドU-16代表、U-17代表、U-19代表、U-21代表に招集された。
2022年5月25日、UEFAネーションズリーグに先立ち、アイルランド代表に初招集された。
2023年9月7日、UEFA EURO 2024予選のフランス代表戦でA代表初出場。